# Soltempel
Ett soltempel är en byggnad där människor dyrkar solen. Soltempel förekommer inom en mängd kulturer, men är mycket framträdande inom bland annat hinduismen, inkakulturen och i Egypten. Som regel skiljer de sig inte från andra tempel.

## Kända soltempel
- Coricancha
- Konark / Konaditya
- Baalbek